# 5313 Nunes
5313 Nunes eller 1982 SC2 är en asteroid i huvudbältet som upptäcktes den 18 september 1982 av den belgiske astronomen Henri Debehogne vid La Silla-observatoriet. Den är uppkallad efter den portugisiske matematikern Pedro Nunes.
Asteroiden har en diameter på ungefär 5 kilometer och den tillhör asteroidgruppen Flora.